# Saint-Léonard-en-Beauce
Saint-Léonard-en-Beauce är en kommun i departementet Loir-et-Cher i regionen Centre-Val de Loire i de centrala delarna av Frankrike. Kommunen ligger i kantonen Marchenoir som tillhör arrondissementet Blois. År 2022 hade Saint-Léonard-en-Beauce 638 invånare.

## Befolkningsutveckling
Antalet invånare i kommunen Saint-Léonard-en-Beauce
| Referens: INSEE |